# Vítkovce
Vítkovce – wieś (obec) na Słowacji położona w kraju koszyckim, w powiecie Nowa Wieś Spiska. Pierwsze wzmianki o miejscowości pochodzą z roku 1279.
Według danych z dnia 31 grudnia 2012, wieś zamieszkiwało 598 osób, w tym 300 kobiet i 298 mężczyzn.
W 2001 roku pod względem narodowości i przynależności etnicznej 87,23% mieszkańców stanowili Słowacy, a 9,23% Romowie.
Ze względu na wyznawaną religię struktura mieszkańców kształtowała się w 2001 roku następująco:
- Katolicy rzymscy – 96,46%
- Grekokatolicy – 0,2%
- Ewangelicy – 0,39%
- Ateiści – 0,2%
- Nie podano – 2,75%